# Kalirejo (Salaman)
Kalirejo is een bestuurslaag in het regentschap Magelang van de provincie Midden-Java, Indonesië. Kalirejo telt 4543 inwoners (volkstelling 2010).